# Islam à Djibouti

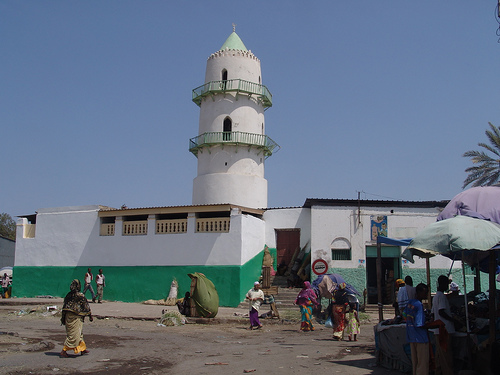
Une mosquée dans la ville de Djibouti.

L'islam à Djibouti est la religion de l'État depuis 1992. Le pays a adhéré à la Ligue arabe dès son accession à l'indépendance en 1977, et est membre de l'Organisation de la coopération islamique depuis 1978.
La quasi-totalité de la population de Djibouti est musulmane, principalement d'obédience sunnite et de rite chaféite. Officiellement 99 % des habitants sont musulmans.

## Histoire
L'islam s'est diffusé dans la Corne de l'Afrique depuis le Yémen voisin peu après l'Hégire. Les marchands arabes ont contrôlé la région de Djibouti jusqu'au XVIe siècle, et les échanges avec la péninsule arabique sont restés continus depuis.
De l'indépendance en 1977 à 1995, l'État ne se préoccupe pas de la gestion de l'islam. Celle-ci s'est développée par des fondations privées, appuyées le plus souvent par des pays du Golfe.
À partir de 1995, l'État s'intéresse au contenu de l'enseignement religieux.
En 2012 une loi-cadre est mise en place qui devrait faciliter un système de salariat des imams, comme le font la Tunisie ou le Maroc.

## Organisation
À la suite de la guerre civile djiboutienne qui avait des causes ethniques, l'islam est choisi comme favorisant l'unité nationale. Cette institutionnalisation facilite l'influence de pays étrangers.  Les financements de l'Arabie Saoudite favorisent l'islam wahhabite.
Des tribunaux spéciaux appliquent la charia aux musulmans pour le droit de la famille (mariage, divorce, enfants) et les successions. Dans les autres cas et pour les non-musulmans, des tribunaux civils appliquent la loi de l'État.
Le pays compte environ 300 mosquées, dont la moitié dans sa capitale.